# 第27軍 (日本軍)
大日本帝國陸軍の第27軍（だいにじゅうななぐん）は、第2次世界大戦中の1944年3月から1945年1月まで、千島列島の防衛にあたった軍である。

## 編成から廃止まで
第27軍の編成が決められた1944年（昭和19年）2月は、帝國陸海軍が南方のガダルカナルで敗れ、北方でアッツ島の戦いを経て、守勢に回ってからおおよそ半年後、連合軍の反攻に備えて防衛体勢を固めていた時期である。北海道・千島では、対アメリカ、対ソ連どちらにおいても大規模な攻撃は予想されていなかったが、部隊数は充実しつつあった。
1944年2月18日の軍令甲第22号により、上級の第5方面軍司令部とともに第27軍司令部の臨時編成が命じられた。第5方面軍は北部軍を改称するもので、札幌に司令部を置いて北海道・樺太・千島という広域の北方防衛任務をそのまま引き継ぐ。うち千島防衛の指揮を、現地に司令部を置く新設の第27軍に任せる計画である。3月16日に第5方面軍と第27軍の戦闘序列が定まり、軍としての活動を開始した。
第27軍が発足した頃、連合軍の本格反攻はマーシャル諸島でまさに始まりつつあった。その後、連合軍は年内にフィリピンに達し、1945年初めには南からの本土上陸の可能性が高まってきた。
1945年（昭和20年）1月22日発令の大陸命第1229号により、第27軍の戦闘序列は解かれ、所属部隊は第5方面軍に直属することになった。第27軍は、2月1日付で廃止された。軍司令部だけは本州の宮城県仙台市（現・青葉区）にあった第2師団司令部に移していったん東部軍司令官の隷下に置き、次いで新編成の第11方面軍司令部兼東北軍管区司令部にあてられた。

その後、1945年8月29日にソ連赤軍が択捉島に上陸。その前の8月17日に出されていたGHQの一般命令第一号に基づき、元隷下だった師団や連隊はソ連赤軍に降伏するように指示され、多数の兵士がシベリアに抑留された。しかし、一部の部隊は命令を無視して抵抗し、現地で玉砕した。

## 軍概要
- 通称号：北部
- 編成時期：1944年3月16日
- 最終位置：択捉島
- 上級部隊：第5方面軍

### 歴代司令官
- 寺倉正三 中将：1944年3月10日 -  1945年2月1日

### 歴代参謀長
- 鈴木敬司 少将：1944年3月10日 -  1945年2月1日

### 最終司令部構成
- 司令官：寺倉正三中将
- 参謀長：鈴木敬司少将
- 高級参謀：安藤尚志大佐
- 高級副官：調所広周中佐
- 兵器部長：川口精一大佐
- 経理部長：生地竹之助主計大佐
- 軍医部長：中溝清明軍医大佐

### 最終所属部隊
- 第42師団
- 第91師団
- 海上機動第3旅団
- 海上機動第4旅団
- 独立混成第43旅団
- 独立混成第69旅団
- 千島第1集団
  - 第57歩兵団
  - 独立守備歩兵第2大隊
  - 独立守備歩兵第4大隊

#### 直轄部隊
- 独立速射砲第13中隊
- 独立速射砲第14中隊
- 独立速射砲第17中隊
- 独立速射砲第31中隊
- 独立機関銃第6大隊
- 独立機関銃第23大隊
- 独立臼砲第15大隊
- 独立臼砲第16大隊
- 独立臼砲第18大隊
- 独立臼砲第19大隊
- 独立野戦高射砲第23中隊
- 野戦機関砲第62中隊
- 野戦機関砲第66中隊
- 野戦機関砲第67中隊
- 陸上勤務第91中隊
- 要塞陸上勤務第7中隊
- 要塞建築勤務第9中隊
- 千島第3陸軍病院